# Mads Bjørn Hansen
Mads Bjørn Hansen (født 1970 i Svendborg, Danmark)[kilde mangler] er en dansk arkitekt, uddannet fra Kunstakademiets Arkitektskole i 1998, og ved Accademia Italiana de Design i Firenze.[kilde mangler] Han har tidligere været ansat hos Peter Zumthor, Lundgaard & Tranberg, Henning Larsens Tegnestue og hos JJW.[kilde mangler]
Hansen er medlem af Legat- og Projektstøtteudvalget for Arkitektur, Akademirådets Jury, Kunstnersamfundet, Danske Ark[kilde mangler] samt fagdommer i arkitektkonkurrencer under Akademisk Arkitektforening.[kilde mangler] Derudover er han censor på Kunstakademiets Arkitektskole. Han stiftede i 2006 tegnestuen Praksis Arkitekter sammen med arkitekt Mette Tony. og modtog C.F. Hansen Medaillen i 2008 sammen med Tony.